# Библиотека университета Осло
 Библиотека Университета Осло  (норв. Universitetsbiblioteket i Oslo, UBO) — главная научная библиотека в структуре университета Осло.

## История
Библиотека была основана вместе с университетом в 1811 году. Первым директором библиотеки был Георг Свердруп. Долгое время играла роль национальной библиотеки. Расположена в старом кампусе университета.
В 1913 году было завершено строительство библиотечного корпуса Henrik Ibsens gate. С 1876 до 1922 года директором библиотеки был Аксель Дролсум.
В 1989 году была основана национальная библиотека, которая только в 1998 году взяла на себя традиционные функции национальной библиотеки. В том же году университетская библиотека переехала в новое помещение — Дом Георга Сведрупа, расположенный в новом кампусе.

## Структурные подразделения
- Библиотека медицины и наук о здоровье
- Библиотека гуманитарных и общественных наук
- Библиотека права
- Библиотека математики и естественных наук